# Fritze Carstensen
Fritze Wulff Carstensen, z d. Nathansen (ur. 18 lipca 1925 w Aarhus, zm. 5 sierpnia 2005 w Lyngby-Tårbæk) – duńska pływaczka.
Pływanie zaczęła uprawiać w 1937. W latach 1941–1946 dwudziestokrotnie została mistrzynią Jutlandii, a w latach 1943–1948 piętnastokrotnie wywalczyła mistrzostwo Danii. W 1944 czasem 59,4 s ustanowiła rekord świata na 100 jardów stylem grzbietowym. W 1947 została mistrzynią Europy na 100 m stylem dowolnym z czasem 1:07,8 s i w sztafecie 4 × 100 m tym samym stylem z czasem 4:32,3 s. Zajęła także 5. miejsce na 400 m stylem dowolnym. W 1948 wystartowała na igrzyskach olimpijskich, na których wystąpiła na 100 i 400 m stylem dowolnym oraz w sztafecie 4 × 100 m tym samym stylem. Na 100 m była 8. z czasem finałowym 1:09,1 s. Wcześniej wygrała swój wyścig eliminacyjny z czasem 1:06,5 s oraz była druga w swoim wyścigu półfinałowym z rezultatem 1:07,5 s. Rywalizację na 400 m Carstensen zakończyła na 7. pozycji z czasem finałowym 5:29,4 s. W pierwszej rundzie z tym samym czasem zajęła 3. miejsce w swoim wyścigu eliminacyjnym. W swoim półfinale także była 3. z czasem 5:29,5 s. Duńska sztafeta 4 × 100 m z Carstensen w składzie zdobyła srebrny medal, uzyskując w finale czas 4:29,6 s. Wcześniej Dunki wygrały swój wyścig eliminacyjny z czasem 4:33,5 s, którym ustanowiły rekord olimpijski (pobity w następnym wyścigu przez Holenderki). Po zakończeniu kariery została trenerką pływania.
Na początku kariery reprezentowała AGF Aarhus, później zmieniła klub na DKG Kopenhaga.